# Síndrome de Leriche

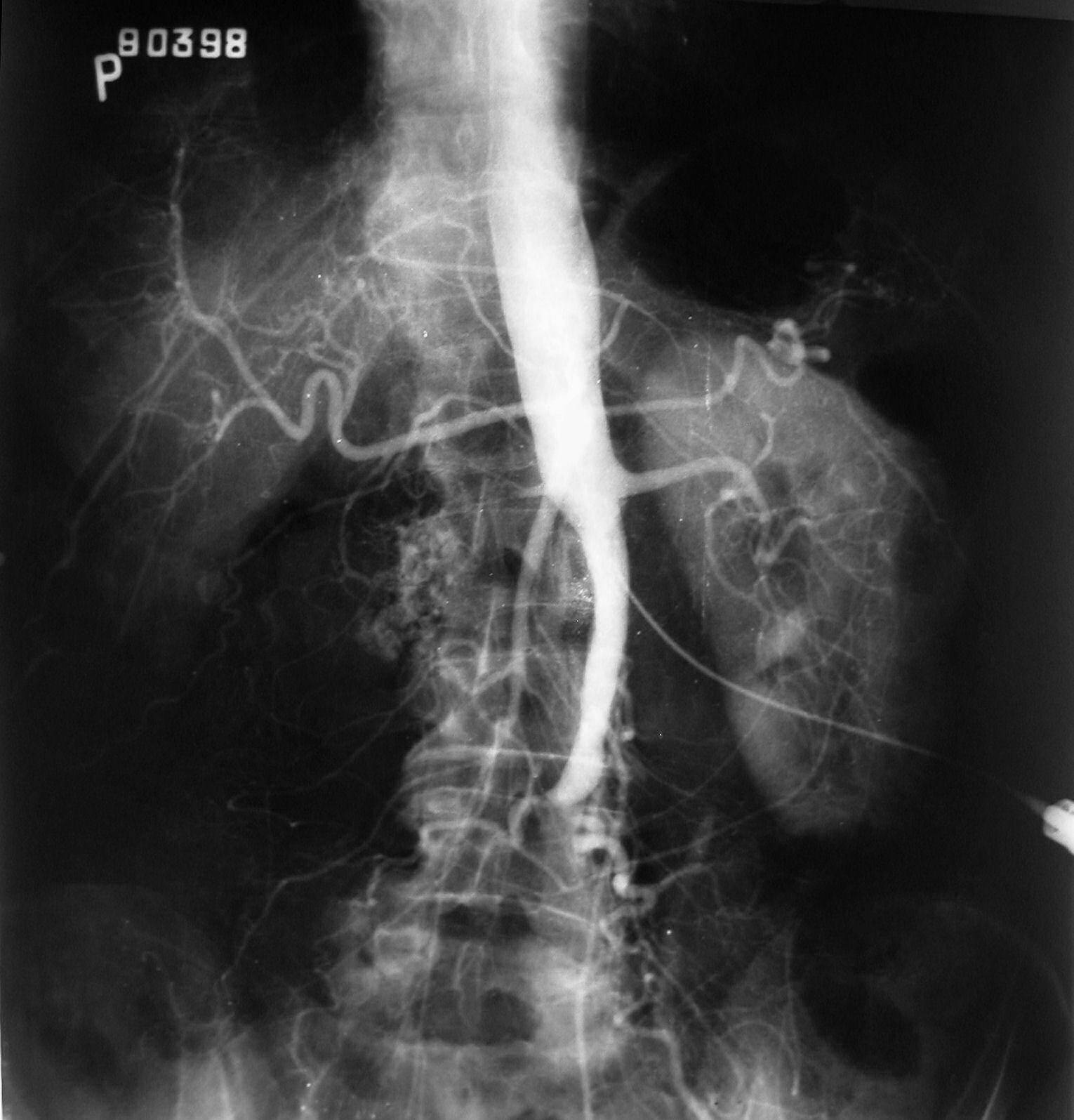
Imagen de rayos X de un paciente con síndrome de Leriche

El síndrome de Leriche o enfermedad oclusiva aortoiliaca es una condición patológica que consiste en la oclusión ateroesclerótica que compromete la aorta abdominal y/o las arterias ilíacas comunes.

## Historia
Fue descrita en 1814 por Robert Graham, pero la tríada la describió el cirujano francés René Leriche quien relacionó los hallazgos fisiológicos con los anatómicos en un paciente de 30 años de edad.

## Síntomas
Tríada diagnóstica: pulsos femorales ausentes o disminuidos, claudicación o dolor al caminar en miembros inferiores (cadera y pantorrillas) y disfunción eréctil.

## Tratamiento
Bypass vascular o puente con injerto aortobifemoral es el tratamiento definitivo. La prevención secundaria se hace con la supresión total del tabaco. En caso de que se presente gangrena de una extremidad, se debe amputar.